# Bijlmer Parktheater
Het Bijlmer Parktheater is een theatergebouw in Amsterdam-Zuidoost.
Het theater werd tussen 2005 en 2009 gebouwd in een groenstrook tussen het Anton de Komplein en het Bijlmerpark, dat sinds 2014 Nelson Mandelapark heet. Het gebouw werd op verzoek van het Stadsdeel gebouwd in het kader van een grootscheepse vernieuwing binnen die wijk. Paul de Ruiter ontwierp het ovaalvormige gebouw met een karakteristieke ronde gevel in overstek. De bouwkosten bedroegen vijfenhalf miljoen euro. Het theater werd in overleg met de toekomstige gebruikers gebouwd en ingericht. Er was financiële steun vanuit de Europese Unie. De zaal heeft maximaal 277 stoelen.   
Het theater biedt onderdak aan Circus Elleboog, Krater Theater, Jeugdtheaterschool en een theaterwerkplaats.
Het gebouw kreeg als adres Anton de Komplein 240, maar ligt in feite aan het Gulden Kruispad.

## Externe link

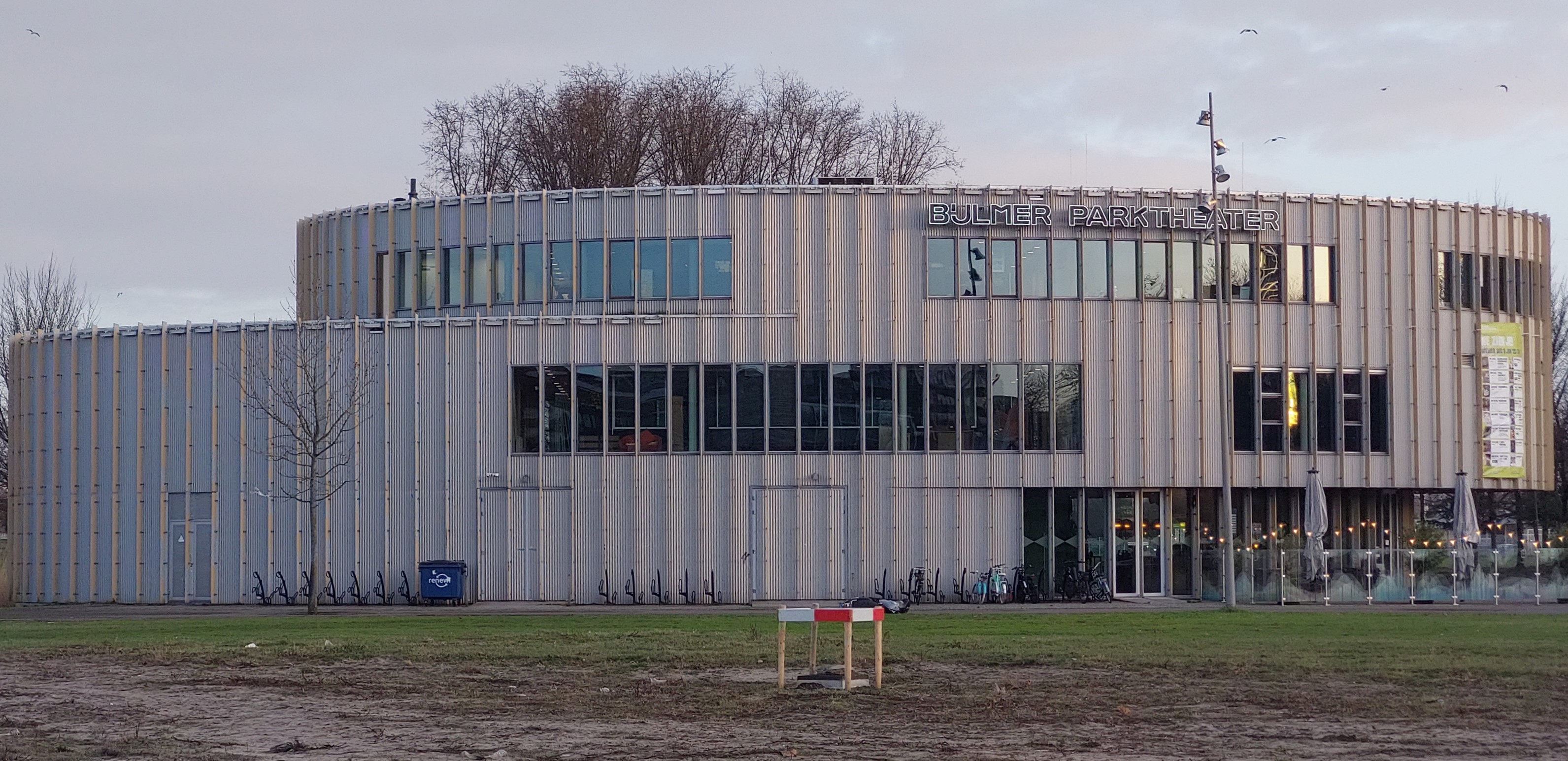
Bijlmer Parktheater afbeelding